# Mahoba
Mahoba è una suddivisione dell'India, classificata come municipal board, di 78.806 abitanti, capoluogo del distretto di Mahoba, nello stato federato dell'Uttar Pradesh. In base al numero di abitanti la città rientra nella classe II (da 50.000 a 99.999 persone).

## Geografia fisica
La città è situata a 25° 16' 60 N e 79° 52' 0 E e ha un'altitudine di 213 m s.l.m..

## Società

### Evoluzione demografica
Al censimento del 2001 la popolazione di Mahoba assommava a 78.806 persone, delle quali 41.986 maschi e 36.820 femmine. I bambini di età inferiore o uguale ai sei anni assommavano a 12.647, dei quali 6.636 maschi e 6.011 femmine. Infine, coloro che erano in grado di saper almeno leggere e scrivere erano 47.048, dei quali 28.279 maschi e 18.769 femmine.